# Amyna subtracta
Amyna subtracta är en fjärilsart som beskrevs av Walker 1863. Amyna subtracta ingår i släktet Amyna och familjen nattflyn. Inga underarter finns listade i Catalogue of Life.